# 胡志明市足球會
胡志明市足球會（Ho Chi Minh City Football Club）是一支位於越南胡志明市的職業足球會，目前於越南国家足球锦标赛角逐。

## 外部連結
- VPF page